# Tetiana Hlusjtjenko
Tetiana Grigorivna Hlusjtjenko (ukrainska: Глущенко Тетяна Григорівна Глущенко; ryska: Tatiana Glusjtjenko), född den 12 juli 1956 i Kiev, Ukrainska SSR, Sovjetunionen (nu Ukraina), är en ukrainsk sovjetisk före detta handbollsspelare.
Hon tog OS-guld i damernas turnering  i samband med de olympiska handbollstävlingarna 1976 i Montréal.